# 信号转导及转录激活蛋白

STAT蛋白的结构域和共价修饰位点

信号转导及转录激活蛋白（英語：或英語：，简称为STAT蛋白）在细胞的存活、生长和分化等许多方面起调节作用的转录因子家族，并由JAK激酶激活。 此途徑的失效常常在腫瘤發展初期觀察到，導致血管新生、腫瘤抗性加強，以及免疫抑制。 基因敲除的研究證明STAT蛋白與免疫系統的發育以及作用上相關，也與免疫耐受及偵測癌細胞有關。

## STAT家族
最早的两个STAT蛋白是在干扰素系统中被发现的。在哺乳动物基因组中已发现七个STAT家族成员，分别是：
STAT1、STAT2、STAT3、STAT4、STAT5（STAT5A和STAT5B）以及STAT6。
STAT1同源二聚体参与II型干扰素引发的信号通路，进入细胞核后会结合到GAS（Interferon-Gamma Activated Sequence，干扰素γ激活序列）启动子，激活ISG（Interferon Stimulated Genes，干扰素激活基因）的表达。而在I型干扰素信号中，STAT1-STAT2异二聚体结合IRF9（Interferon Response Factor，干扰素响应因子）组成ISGF3（Interferon Stimulated Gene Factor，干扰素基因激活因子）再结合到ISRE（Interferon-Stimulated Response Element，干扰素激活反应元件）启动子激活ISG的表达。

## 功能
STAT蛋白在产生后分布于胞质中，作为潜在的转录因子，需要磷酸化才能滞留在细胞核中。未磷酸化的STAT蛋白会穿梭于细胞质和细胞核之间等待激活信号。一旦磷酸化激活了的STAT蛋白达到细胞核，就会识别带有γ激活序列（GAS）的启动子，来激活这些干扰素诱导的基因表达。

## 激活
胞外的细胞因子与受体结合促使胞内的JAK激酶磷酸化STAT蛋白的一个酪氨酸残基，从而使STAT单体利用其SH2结构域二聚化。这磷酸化的二聚体随后通过输入蛋白a/b和RanGDP复合体主动转运到核内。一旦入核，活性STAT二聚体就会结合到细胞因子诱导型启动子区域含有GAS结构模体的基因上，并激活这些基因转录。此后STAT蛋白会被核内的磷酸酶去磷酸化而失活。失活的STAT转录因子会被输出蛋白crm1/RanGTP运出细胞核。

## 更多图片

JAK-STAT信号通路关键步骤
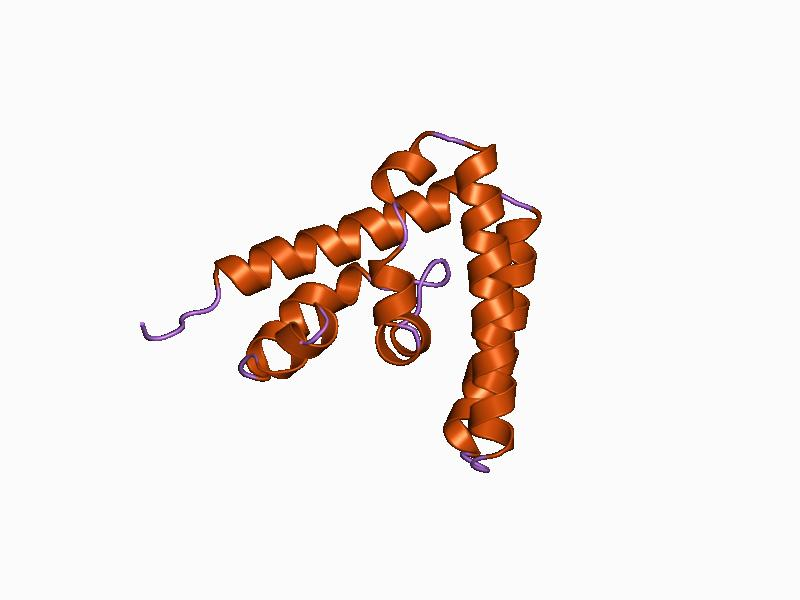
STAT-4的氨基端蛋白互作结构域的结构